# المجموعة الدولية لحقوق الأقليات
المجموعة الدولية لحقوق الأقليات (بالإنجليزية: Minority Rights Group International)‏ هي منظمة دولية لحقوق الإنسان تأسست بهدف العمل على تأمين الحقوق للأقليات العرقية والوطنية والدينية واللغوية والشعوب الأصلية في جميع أنحاء العالم. مقرهم الرئيسي في لندن، ولها مكاتب في بودابست وكمبالا. ولدى المجموعة مجلس إدارة دولي يجتمع مرتين في السنة. مرغ لديها المركز الاستشاري مع ال المجلس الاقتصادي والاجتماعي للأمم المتحدة مركز المراقب لدى المجلس الاقتصادي والاجتماعي اللجنة الأفريقية لحقوق الإنسان والشعوب.

## تاريخ
تأسست المنظمة في عام 1969 من قبل مجموعة من النشطاء والأكاديميين «الذين يشعرون بقلق خاص من انتهاك حقوق الأقليات في الحفاظ على سلامتهم الثقافية وتطويرها في العديد من البلدان.. وقد تم إنشاء مجموعة حقوق الأقليات لحماية الحقوق للأقليات للتعايش مع الأغلبية، من خلال دراسة موضوعية وفضح دولي متسق لانتهاكات الحقوق الأساسية على النحو المحدد في ميثاق ميثاق الأمم المتحدة». وكان أول مدير لها ديفيد أستور، محرر ومالك المراقب صحيفة في ذلك الوقت.

## روابط خارجية
- المجموعة الدولية لحقوق الأقليات - الموقع الرسمي
- دليل على الإنترنت للأقليات والشعوب الأصلية في العالم
- الشعوب المهددة
- تغطية الهجرة